# Amilcar C4
O Amilcar C4 foi um veículo esportivo leve designado para uso em estradas. Foi produzido entre 1922 e 1928, possuía um motor de 903 cc com quatro cilíndros, sua tração era traseira com apenas três marchas.